# Orlyval
Az Orlyval egy könnyű metrójárat a Párizs–Orly repülőtéren, amely a Véhicule Automatique Léger (röviden: VAL, magyar nyelven: automata könnyű jármű) vezető nélküli, gumikerekes személyszállító technológiát használja. Az 1991. október 2-án megnyitott vonal ingyenes szolgáltatást nyújt a repülőtér két terminálállomása között, és emelt díjas szolgáltatást az Antony állomásig, ahol az utasok csatlakozhatnak a városi RER B vonatokhoz. Az Orlyval a második vonal, amely a VAL technológiát használja a lille-i metró után.
A vonalat magáncégek finanszírozták és kezdetben üzemeltették, köztük a Matra, a VAL technológiát kifejlesztő vállalat, valamint több nemzetközi fejlesztő cég. A vonal kereskedelmi szempontból kudarcot vallott, és az üzemeltetők csődbe mentek. Az RATP csoport, a párizsi régió közlekedési szolgáltatója 1992-ben vette át a vonalat.